# Instantbird
Instantbird是一个基于Mozilla的XULRunner以及Pidgin的开发者创建的libpurple开源库的即时通信软件。Instantbird采用GPL2.0及以后版本授权（其使用的libpurple库采用GPL），大部分源代码同时使用Mozilla tri-license（MPL 1.1/GPL 2.0/LGPL 2.1），为自由软件。

## 特色
- 多协议支持[2]
- 自由软件[2]
- 多标签页支持（可自由拖放）[2]
- 可自定义主题[2]
- 合并多协议下的同一联系人[2]
- 跨平台支持（Windows、Mac OS X和Linux）[2]
- 附加组件扩展支持[2]

## 支持的协议
- IRC[3]
- IBM Lotus Sametime[3]
- Gadu-Gadu[3]
- Microsoft Notification Protocol[3] （.NET Messenger Service, 通常被称为MSN）
- MySpaceIM[3]
- Netsoul[3]
- Novell GroupWise[3]
- OSCAR[3] （AIM、ICQ等）
- QQ[3]
- SILC[3]
- SIMPLE[3]
- Twitter[3]
- XMPP[3] （Google Talk、Facebook Chat等）
- Yahoo![3] （包括日本雅虎）

除此之外，Instantbird还允许通过附加组件的形式支持更多的协议。

## 开发
有媒体报道Instantbird是Mozilla开发的聊天工具。然而，实际上，Instantbird是由The Instantbird Team开发，其主页上的"Powered by Mozilla"的含义是Instantbird依赖由Mozilla社区开发的代码和技术。Mozilla基金会也没有在经济上支持The Instantbird Team。